# Dazhu Huihai
Dazhu Huihai (chiń. 大珠慧海, pinyin Dàzhū Huìhǎi; kor. 대주혜해 Taeju Hyehae; jap. Daishū Ekai; wiet. Ðại Châu Huệ Hải; pol. Wielka Perła Oceanu Mądrości, zm. po 788) – mistrz chan z okresu dynastii Tang, uczeń Mazu Daoyi.

## Życiorys
Był uważany za najważniejszego ucznia mistrza Mazu, o czym świadczy umieszczenie jego nazwiska na steli Mazu, zaraz pod nazwiskiem Mazu. Również w tekstach chanu Jingde chuandeng lu i Zutang ji jego biografie następują natychmiast po Mazu.
O jego życiu zachowało się mało pewnych informacji.
Urodził się w Jianzhou (Fujian). Pochodził z rodziny Zhu. Praktykę buddyjską rozpoczął w klasztorze Dayun w ówczesnej prowincji Yue. Został zaordynowany przez mistrza Zhi. Do Mazu jako jego uczeń dołączył prawdopodobnie w Fojiyan, znajdującym się w pobliżu rodzinnego miasta Huihaia. Czyni go to najwcześniejszym uczniem mistrza Mazu.
Według jego biografii, umieszczonej w Jingde chuandeng lu (i której wiarygodność jest niepewna), Dazhu został mnichem u Daozhiego w klasztorze Dayun w Yuezhou (Zhejiang) i po tym fakcie udał się do Jiangxi, gdzie studiował u mistrza Mazu przez 6 lat. Następnie powrócił do Yuezhou, aby zaopiekować się swoim starym i chorym nauczycielem, u którego przyjął mnisią ordynację.
Początkowo nie odegrał jednak większej roli w rozwoju szkoły hongzhou założonej przez Mazu, gdyż najpewniej opuścił go, zanim Mazu stał się dobrze znanym mistrzem. Był więc traktowany jako człowiek z zewnątrz. Jednak już na „stupie Daoyi” napisanej przez Quana Deyu, Dazhu jest zaliczony do jedenastu głównych uczniów mistrza Mazu i to on prowadził innych uczniów w czasie ceremonii pogrzebowej w 788 r.

## Teksty
Dziś jest najbardziej znany jako autor śastry Dunwu rudao yaomen lun (頓悟入道要門論, Traktat o zasadach wejścia na Drogę poprzez nagłe przebudzenie), w skróconej formie Dunwu lun (Traktat o natychmiastowym przebudzeniu), która stanowi osobisty zapis jego nauk, w przeciwieństwie do zdecydowanej większości innych zapisków tego okresu, które kompilowali uczniowie danych mistrzów po ich śmierci. Drugim tekstem przypisywanym mu jest Dayun heshang yaofa (Istotne nauki czcigodnego Dayuna). Ten drugi tekst zapewne zawiera zapisane przez Dazhu nauki jego pierwszego nauczyciela Daozhiego.
Jeśli chodzi natomiast o Dunwu rudao yaomen lun, to po raz pierwszy został on wydany przez Miaoxiego w 1374 r. Składa się z dwu tekstów: pierwszym jest właściwy tekst Dunwu rudao yaomen lun odkryty przez Miaoxiego, natomiast drugi zatytułowany Zhufang menren canwen yulu (Zapis wypowiedzi Dazhu i odwiedzających studentów ze wszystkich stron) zawiera jego rozmowy z uczniami.

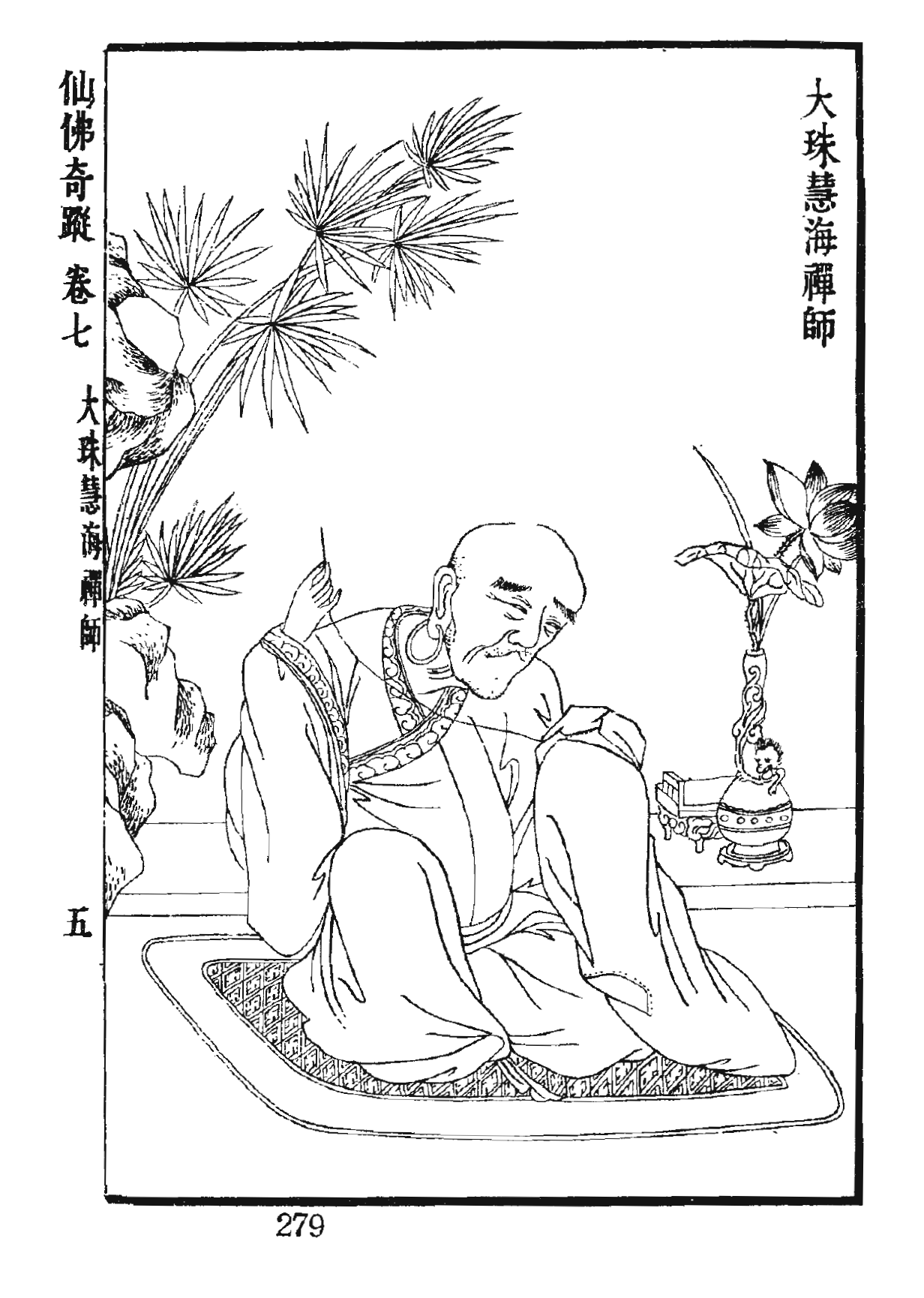
Dazhu Huihai

Po dokładnym zbadaniu Dunwu rudao yaomen lun (zachowanym sprzed 1374 r., a więc starszym) Seizan Yanagida zauważył, że oba wydania mają różne wstępy, a w dodatku treść ma wiele wspólnego z nauczaniem północnej szkoły i jej przeciwnikiem Hezem Shenhui, a więc tematami, które były poruszane w tekstach przed Mazu yulu. Tekst ten zawiera wiele wspólnych wyrażeń z tekstami Hezego, np.: „wgląd w naturę” (chiń. jianxing), „bez myślenia” (chiń. wunian) czy też „Trzy nauki [moralność, koncentracja i mądrość] są tożsame” (chiń. sanxue deng).
Tymczasem Jingde chuandeng lu zawiera tekst Dazhu Obszerne rozprawy Huihaia, który jest identyczny ze Zhufang menren canwen yulu i zawiera trzydzieści dwa kazania i dialogi. Tematy dyskutowane w tych tekstach są zgodne z naukami Mazu i szkoły hongzhou.
Prawdopodobnie więc Dunwu rudao yaomen lun i Dayun heshang yaofa zostały pomieszane. Obecny tekst Dunwu rudao yaomen lun jest najpewniej tekstem Dayun heshang yaofa, podczas gdy dysputy Dazhu, a szczególnie Obszerne rozprawy Huihaia są oryginalnym tekstem Dunwu rudao yaomen lun.

## Linia przekazu Dharmy zen
Dwie kolejne liczby to:
- liczba pokoleń mistrzów od 1 Patriarchy indyjskiego Mahakaśjapy
- liczba pokoleń od 28/1 Bodhidharmy, 28 Patriarchy Indii i 1 Patriarchy Chin.
- 33/6. Huineng (638–713)
  - 34/7. Nanyue Huairang (677–744)
    - 35/8. Mazu Daoyi (709–788) szkoła hongzhou
      - 36/9. Dazhu Huihai (zm. 788?)